# Невада (округ, Арканзас)
Нева́да (англ. Nevada County) — округ, расположенный в штате Арканзас, США с населением в 9955 человек по статистическим данным переписи 2000 года. Столица округа находится в городе Прескотт.
Округ Невада был образован 20 марта 1871 года, став 63-м по счёту округом Арканзаса и получив своё название по имени штата Невада из-за сходства его силуэта на карте с перевёрнутым изображением округа в Арканзасе.
В округе действует запрет на оборот алкогольной продукции, поэтому Невада входит в число так называемых «сухих» округов страны.

## География
По данным Бюро переписи населения США округ Невада имеет общую площадь в 1608 квадратных километров, из которых 1606 кв. километров занимает земля и 3 кв. километра — вода. Площадь водных ресурсов округа составляет 0,13 % от всей его площади.

### Соседние округа
- Кларк — северо-восток
- Уошито — восток
- Колумбия — юг
- Лафейетт — юго-запад
- Хемпстед — запад
- Пайк — северо-запад

## Демография

Диаграмма распределения населения округа по возрастным диапазонам. Данные переписи населения 2000 года

По данным переписи населения 2000 года в округе Невада проживало 9955 человек, 2 721 семей, насчитывалось 3 893 домашних хозяйств и 4 751 жилых домов. Средняя плотность населения составляла 6 человек на один квадратный километр. Расовый состав округа по данным переписи распределился следующим образом: 66,90 % белых, 31,18 % чёрных или афроамериканцев, 0,38 % коренных американцев, 0,06 % азиатов, 0,62 % смешанных рас, 0,85 % — других народностей. Испано- и латиноамериканцы составили 1,52 % от всех жителей округа.
Из 3 893 домашних хозяйств в 31,40 % — воспитывали детей в возрасте до 18 лет, 51,90 % представляли собой совместно проживающие супружеские пары, в 14,00 % семей женщины проживали без мужей, 30,10 % не имели семей. 27,80 % от общего числа семей на момент переписи жили самостоятельно, при этом 13,70 % составили одинокие пожилые люди в возрасте 65 лет и старше. Средний размер домашнего хозяйства составил 2,48 человек, а средний размер семьи — 3,02 человек.
Население округа по возрастному диапазону по данным переписи 2000 года распределилось следующим образом: 25,20 % — жители младше 18 лет, 8,70 % — между 18 и 24 годами, 26,10 % — от 25 до 44 лет, 23,80 % — от 45 до 64 лет и 16,10 % — в возрасте 65 лет и старше. Средний возраст жителей округа составил 38 лет. На каждые 100 женщин в округе приходилось 94,40 мужчин, при этом на каждых сто женщин 18 лет и старше приходилось 89,90 мужчин также старше 18 лет.
Средний доход на одно домашнее хозяйство в округе составил 26 962 долларов США, а средний доход на одну семью в округе — 33 095 долларов. При этом мужчины имели средний доход в 27 888 долларов США в год против 17 920 долларов США среднегодового дохода у женщин. Доход на душу населения в округе составил 14 184 долларов США в год. 18,30 % от всего числа семей в округе и 22,80 % от всей численности населения находилось на момент переписи населения за чертой бедности, при этом 28,00 % из них были моложе 18 лет и 27,10 % — в возрасте 65 лет и старше.

## Главные автодороги
- I-30
- US 67
- US 278
- US 371
- AR 4
- AR 19
- AR 24
- AR 32
- AR 51
- AR 53

## Населённые пункты
- Блафф-Сити
- Бодко
- Кейл
- Эммет
- Прескотт
- Ридер
- Росстон
- Уиллисвилл